# Noet
Noet was in de Egyptische mythologie de hemelgodin. Sjoe en Tefnut waren haar ouders. Zij was getrouwd met haar broer Geb, de aardgod, en had vier kinderen: Osiris, Isis, Seth, Nephthys . Ze behoorde met al deze tot de Enneade van Heliopolis.
Noet werd uitgebeeld als een vrouw die zich over de aarde buigt, maar ze kon ook worden afgebeeld als een koe. In verband hiermee moet ook het zogenaamde Boek van de Hemelkoe worden vermeld. Ze stond symbool voor de ruimte waar de zonnegod doorheen reisde. Overdag voer hij over haar buik en elke avond slikte Noet de zon dan in waardoor het duister werd. De zon verbleef dan 's nachts in haar en werd de volgende dag uit haar schoot geboren.
De afbeelding van Noet komt veel voor op monumenten en dan vooral in de Vallei der Koningen.
Los van het concept van godinnen die specifieke andere godheden voort brachten ("baarden") is er ook de idee van een "Moeder van de goden die alle goden voort bracht". Zo draagt de godin Noet, die volgens de piramideteksten de zon voortbracht en volgens de sarcofaagteksten ook de maan vaak het epitheton "zij die de goden baarde". Dit verwijst naar de hemellichamen welke de hemelgodin dagelijks "draagt" en weer "verzwelgt" (een idee dat leidt tot de voorstelling van Noet als een "hemelse zeug").
Noet of Nuit staat mythologisch in contrast met later aanbeden godheden waar altijd een"hemelse vader" een rol speelt.